# Hontoria (Segovia)
Hontoria es una localidad española perteneciente al municipio de Segovia, en la provincia de Segovia, comunidad autónoma de Castilla y León. Situada al sur de la capital segoviana, junto al polígono industrial de Hontoria, en 2021 contaba con 481 habitantes. En el pasado contaba con ayuntamiento propio, pero pasó a formar parte de Segovia en 1971.

## Historia

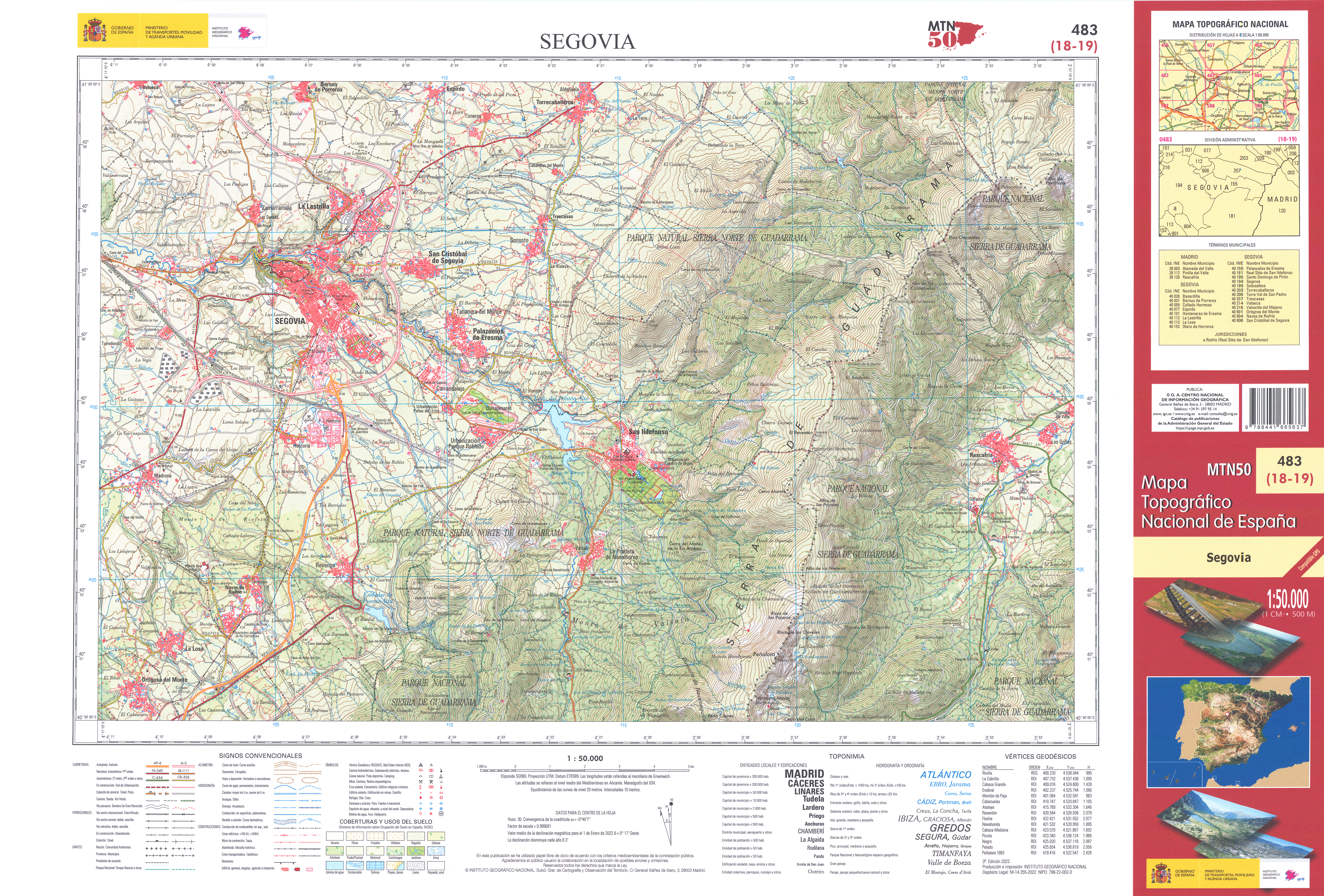
Fragmento de la hoja 483 del Mapa Topográfico Nacional de España de 2022 en el que se representa la localidad de Hontoria

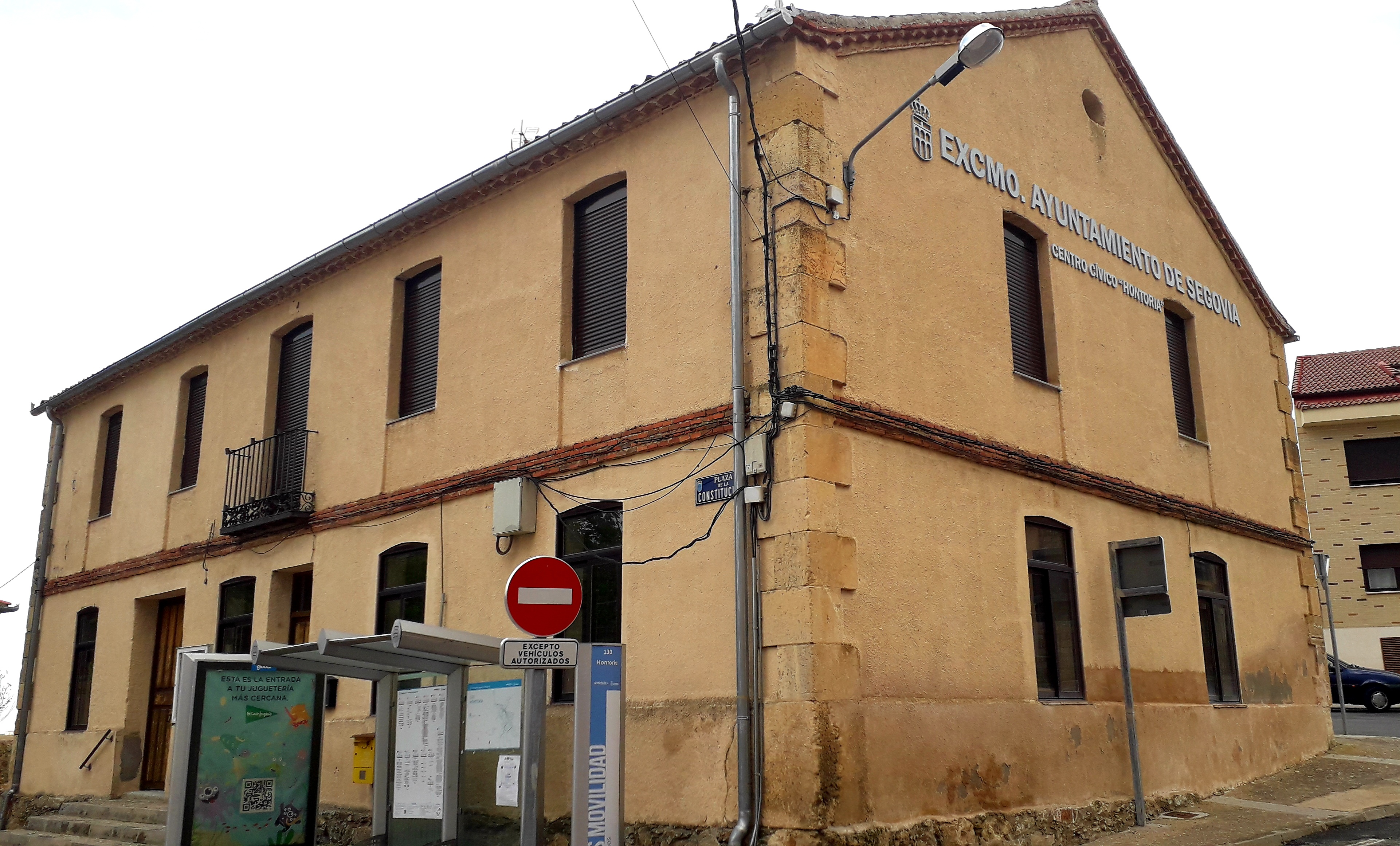
Antigua casa consistorial, sede del antiguo ayuntamiento de Hontoria

Perteneció a la Comunidad de Ciudad y Tierra de Segovia, en el Sexmo de San Millán.
En los censos de población del sigo XIX tenía por denominación Ontoria, y además se sitúa dentro de su jurisdicción a Juarrillos un despoblado del que solo queda un ermita de mismo nombre, situada a 1,5 km al noreste, cruzados el polígono industrial de Hontoria y la AP-61 en las proximidades de la estación de alta velocidad de Adif.
Hontoria contó siempre con ayuntamiento propio, pero este pasó a formar parte de la ciudad de Segovia en 1971. A diferencia del también incorporado antiguo municipio de Revenga, a Hontoria no se le concedió ser una entidad local menor, población con un mayor grado de autogestión. Las asociaciones de vecinos de la localidad protestan reiteradamente a favor de la recuperación del municipio, iniciativa frenada por la poca población de la localidad. Entre sus reivindicaciones están el recibir menos servicios pagando los mismos impuestos que la capital y la falta de ayuda para fijar población.

## Geografía humana

### Demografía
| Gráfica de evolución demográfica de Hontoria entre 1842 y 1970 |
| |
| Población de derecho según los censos de población del INE Población de hecho según los censos de población del INEEn estos censos se denominaba Ontoria: 1857, 1860, 1877 y 1887 Entre el censo de 1981 y el anterior, este municipio desaparece porque se integra en el municipio 40194 (Segovia) |

Evolución de la población
| Gráfica de evolución demográfica de Hontoria entre 1828 y 2021 |
| |
| Población según el Diccionario geográfico-estadístico de España y Portugal de Sebastián Miñano. El censo de 1828 incluye la población de Juarrillos actualmente despoblado Población de derecho (1842-2020) según el padrón municipal del INE. Población según el padrón municipal de 2021 del INE. |

## Cultura

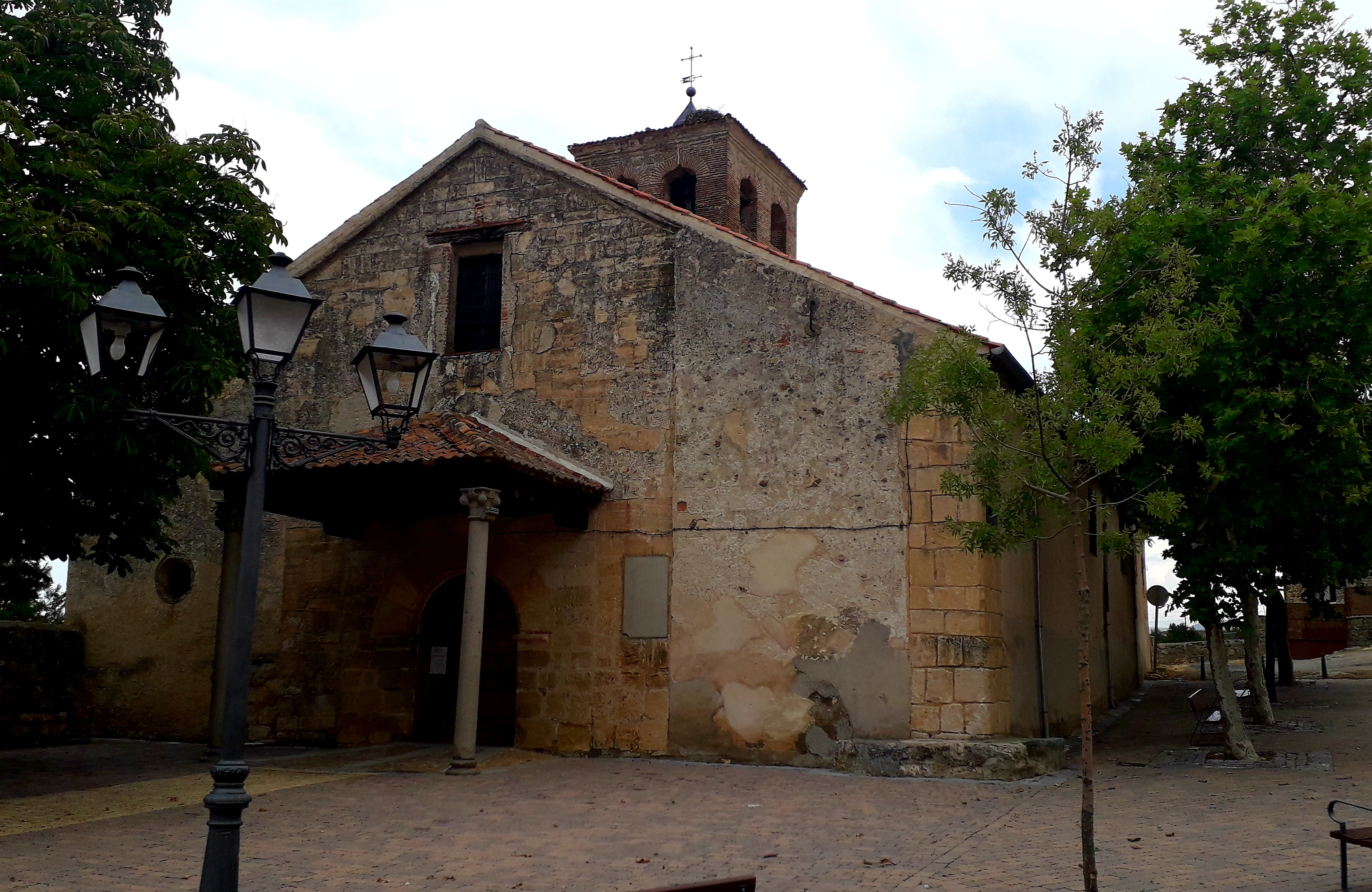
Iglesia de San Vicente Mártir

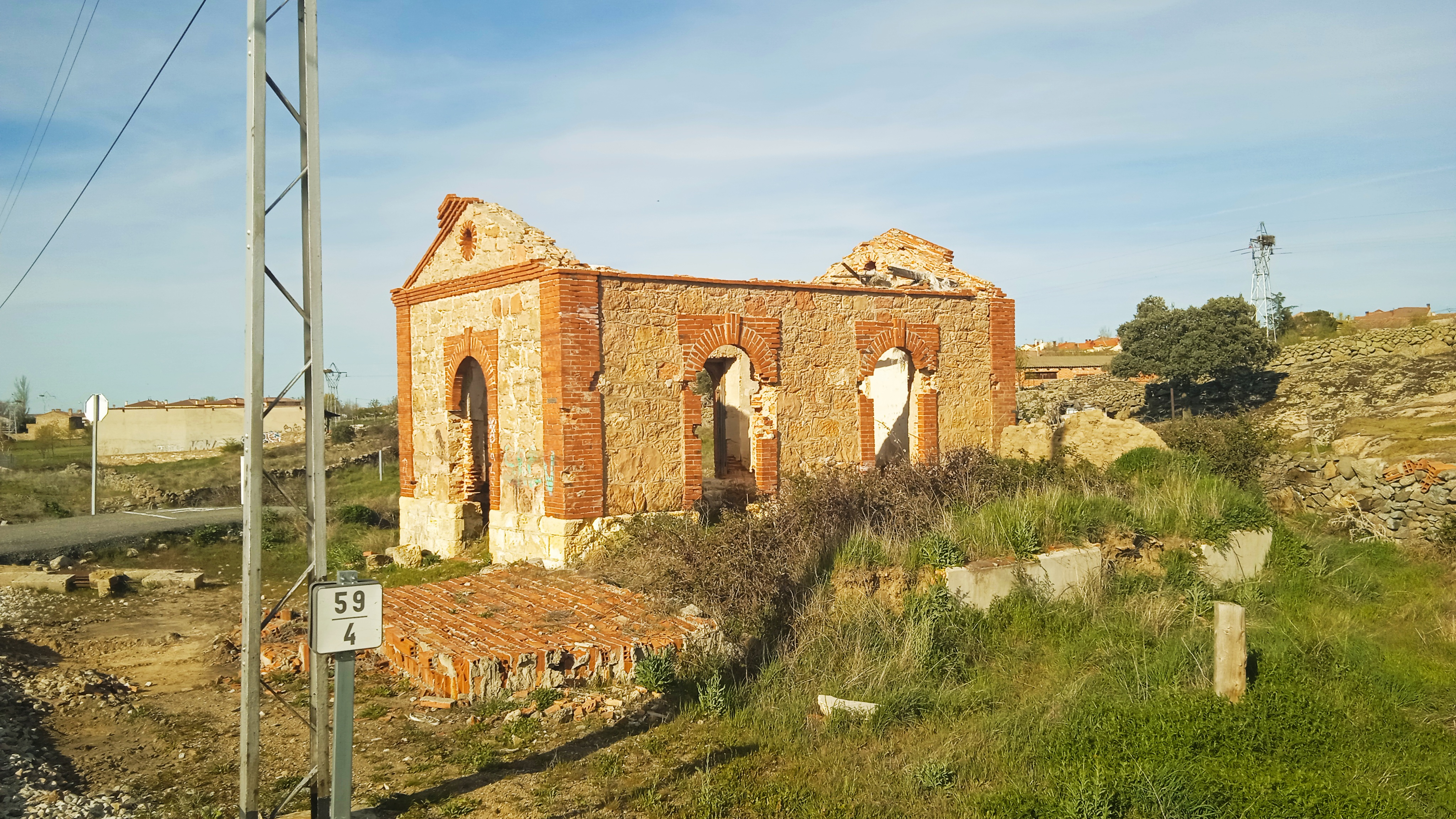
Antigua estación de tren de Hontoria

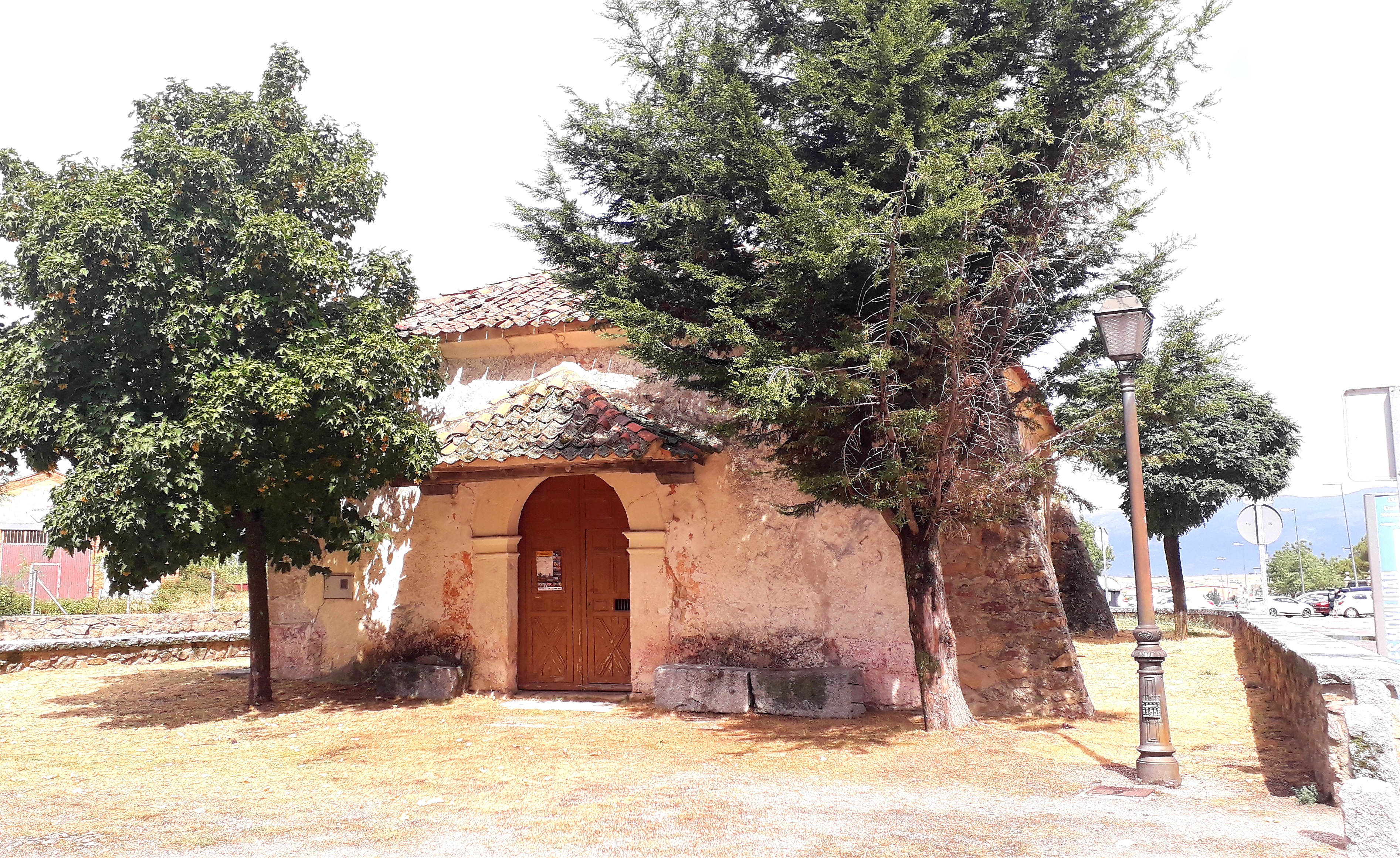
Ermita de San Antonio de Padua

### Patrimonio
- Iglesia de San Vicente Mártir, templo románico original del siglo XII.
- Estación de Hontoria, estación ferroviaria de la línea Villalba-Segovia, actualmente abandonada.
- Ermita de San Antonio de Juarrillos, iglesia parroquial del despoblado de Juarrillos.
- Ermita de San Antonio el Grande, con pinturas murales del siglo XVII.[10][11]
- Potro de herrar.
- Pilón.

### Fiestas
- San Vicente Mártir, a finales de enero;[12]
- Virgen de las Candelas, a principios de febrero.[13]